# Blood Simple
Blood Simple är en film från 1984 av bröderna Joel och Ethan Coen.

## Handling
Abby och Ray, som är anställd hos hennes man Marty, har ett förhållande. Marty anlitar en privatdetektiv för att döda dem. Privatdetektiven skjuter istället Marty för att Abby ska få skulden. Ray upptäcker kroppen och skaffar undan det eftersom han tror att Abby dödat sin man. Privatdetektiven tror att han håller på att bli avslöjad och skjuter Ray, men blir själv skjuten av Abby, som tror att han är hennes man.

## Om filmen

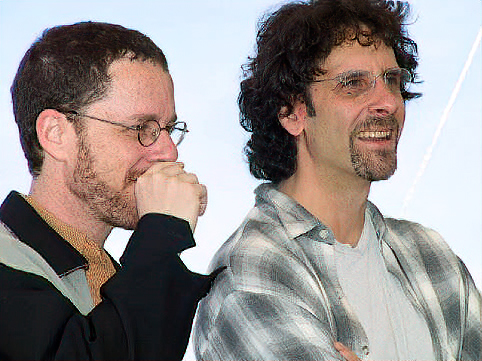
Ethan och Joel Coen

Filmen är inspelad i Austin, Houston, Hutto och Round Rock, samtliga i Texas, USA. Den hade världspremiär vid Toronto International Film Festival den 7 september 1984 och svensk premiär på biograf Rialto i Stockholm den 10 maj 1985, åldersgränsen är 15 år.

## Rollista (komplett)
- John Getz - Ray
- Frances McDormand - Abby
- Dan Hedaya - Julian Marty
- M. Emmet Walsh - privatdetektiven Loren Visser
- Samm-Art Williams - Meurice
- Deborah Neumann - Debra
- Raquel Gavia - hyresvärdinnan
- Van Brooks - mannen från Lubbock
- Señor Marco - Mr. Garcia
- William Creamer - gammal fattiglapp
- Loren Bivens - förmanaren på stripbaren
- Bob McAdams - senatorn på stripbaren
- Shannon Sedwick - strippa
- Nancy Finger - flickan
- William Preston Robertson - radioevangelist (röst)
- Holly Hunter - Helene Trend (röst) (ej krediterad)
- Barry Sonnenfeld - Martys spya (röst) (ej krediterad)

## Musik i filmen
- It's the Same Old Song, av Eddie Holland, Lamont Dozier och Brian Holland, framförd av The Four Tops
- Louie Louie, av Richard Berry, framförd av Toots and the Maytals
- The Lady in Red, av Mort Dixon och Allie Wrubel, framförd av Xavier Cugat och hans orkester
- Rogaciano
- He'll Have To Go, av Joe Allison och Audrey Allison, framförd av Joan Black
- El Sueno, av Camilo Namen, framförd av Johnny Ventura y su Combo
- Anahi, framförd av Maria Luisa Buchino and her Llameros
- Sweet Dreams, av Don Gibson, framförd av Patsy Cline

## Utmärkelser
- 1985 - Sundance Film Festival - Juryns stora pris - Dramatik, Joel Coen
- 1986 - Fantasporto - Publikens pris, Joel Coen
- 1986 - Independent Spirit Award - Bästa regissör, Joel Coen
- 1986 - Independent Spirit Award - Bästa manliga huvudrollsinnehavare, M. Emmet Walsh